# Седанка (микрорайон)
Седанка — микрорайон Советского района города Владивостока Приморского края. Расположен на берегу Амурского залива.
В районе Седанки родилась Анна Щетинина — первая в мире женщина — капитан дальнего плавания.

В настоящее время район станций Седанки-Санаторной-Океанской — фешенебельный район Владивостока, называемый «местной Рублёвкой».

## Название
Называется по одноимённой станции электрички, которая, в свою очередь, названа по одноимённой реке.

## География
Микроклимат отличен от центральной части Владивостока. Летом больше солнечных дней, так как туманы задерживаются на перевале. Зима же наоборот более прохладная, чем в центре.
Улица Маковского — центральная транспортная артерия района, пересекает его с юга на север, является частью федеральной трассы М60 «Уссури». На этой трассе находится Седанский перевал, в непогоду (снег, гололёд) являющийся препятствием для автомобильного транспорта. На Седанке остался участок старой дороги во Владивосток, плавно поднимающийся по склону сопок, делая большой крюк, чтобы подняться на перевал. Всего центральную трассу на Седанке изменяли 3 раза.

### Уличная сеть
Старые улицы Седанки: Демьяна Бедного, Горького, Серова, Аренского, Менделеева, Шишкина, Полетаева, Чайковского, Глинки, Брюллова, Рубинштейна, Семирадского. С началом частного строительства (район зверосовхоза, старой трассы, аэродрома) появились новые улицы — Барбарисовая, Радужная, Планерная и т. д.

## Социальная сфера
Седанка является местом летнего отдыха горожан. Здесь находятся несколько детских летних лагерей; дома отдыха «Моряк» (уже не существует, после смены собственника превращен в жилые дома), «Седанка»; детские санатории «Волна», «Звездочка»; седанкинский дом ветеранов (дом престарелых); краевой туберкулезный диспансер. Имеются детский сад и средняя школа № 16 (В которой училась Щетинина Анна Ивановна — первая в мире женщина-капитан дальнего плавания). Также работают аптека, баня, рестораны «Барракуда», «9 миля», «Севан» и несколько магазинов. На Седанке находится крупный торговый центр «Седанка-сити».
Культовое сооружение — Марфо-Мариинская обитель милосердия. В советское время в ней по очереди была Средняя школа № 16, кинотеатр «Ракета» и филиал районной библиотеки.
Тренировочная база футбольного клуба «Луч-Энергия».

## Транспорт
Расстояние от центра Владивостока до Седанки по автомобильной дороге составляет около 14,5 км, по железной дороге — 17 км (от указателя на ж.д. вокзале ст. Владивосток. до ст. Седанка). Из города до Седанки можно доехать на электричке (ст. Седанка) или автобусе (ост. Моряк, Седанка).
На территории района расположен одноимённый аэродром, ныне имеющий статус запасного, но фактически полностью заброшенный. Используется санитарной авиацией МЧС («Центроспас») и частными вертолётами.
На реке Седанка построено 2 моста: железнодорожный и автомобильный.

## Промышленность
Предприятия Седанки: Винзавод «Викон», Мастерские ВКУ, Гидроузел, Курортторг, Курортоуправление. Почтовое отделение № 41. Станция «Седанка» в настоящее время как предприятие сокращено.
До революции работала фабрика — «Победа» от «Русского общество спичечной торговли» (РОСТ). Она находилась в районе «Седанского гидроузла», дом управляющего этой фабрики теперешнее здание администрации.
В 1930-е годы на территории Седанки находился один из первых в крае зверосовхозов по выращиванию норок. В 1970-е годы зверосовхоз был закрыт (перенесен), на месте остались только мастерские.
1-й Отдельный пограничный полк связи в/ч 2064 (учебка) Краснознамённого Тихоокеанского пограничного округа.